# WOH G64
WOH G64 is een rode hyperreus in de Grote Magelhaense Wolk (LMC) in het sterrenstelsel Dorado, op een afstand van zo'n 164.000 lichtjaar. Met zijn doorsnede van zo'n 1.520-2.000 zonneradii is het een van de grootste bekende sterren.